# Вагнер, Рихард (писатель)
Ри́хард Ва́гнер (рум. Richard Wagner, нем. Richard Wagner; 10 апреля 1952, Ловрин, Румынская Народная Республика — 14 марта 2023, Берлин, Германия) — немецкий поэт и прозаик румынского происхождения.

## Биография
Родился в городе Ловрин 10 апреля 1952 года в семье румынских немцев. В 1969 году в газете на немецком языке «Новый путь» были опубликованы его первые стихи. Поступил в Западный университет в городе Тимишоара, где изучал немецкую и румынскую литературу. В 1972 году вступил в КПР. В том же году, вместе с сокурсниками из университета — Иоганном Липпетом, Антоном Штерблингом, Герхардом Ортинау, Эрнестом Вихнером, Альбертом Боном, Рольфом Боссертом, Виллиамом Тотоком и Вернером Креммом, основал Банатскую группу действий. После краткого ареста Вагнера румынской спецслужбой Секуритате в 1975 году, группа прекратила существование. Ранее за молодым писателем и его окружением спецслужбы установили слежку.
По окончании университета с 1975 по 1978 год Вагнер служил учителем немецкого языка в городе Хунедоара. В 1979 году переехал в город Тимишоара и устроился на работу редактором в еженедельник «Карпатское обозрение», издававшийся в городе Брешов. За отказ написать заказную статью в 1983 году был уволен с работы. В Тимишоаре вступил в литературный кружок имени Адама Мюллер-Гуттенбрунна, членами которого также были Герта Мюллер, Ильзе Хен, Гельмут Фраундорфер и Хорст Самсон. В 1984 году сочетался браком с Гертой Мюллер, с которой сожительствовал с 1979 года. После того, как осенью 1984 года, один из основателей литературного кружка — Николаус Бервангер, не вернулся из заграничной поездки в Германию, Вагнер и Мюллер подали прошение об эмиграции. В 1987 году оба выехали в ФРГ. В 1989 году они развелись.
В последнее время Вагнер жил в Берлине, где продолжал заниматься писательским делом и журналистикой. В 2012 году он заболел раком и с трудом поборол болезнь. В 2003 году врачи диагностировали у него болезнь Паркинсона. По этим причинам ему пришлось ограничить литературную деятельность.